# Solers
Solers ist eine französische Gemeinde mit 1284 Einwohnern (Stand 1. Januar 2022) im Département Seine-et-Marne in der Region Île-de-France. Sie gehört zum Arrondissement Melun und zum Kanton Fontenay-Trésigny.
Die Einwohner werden Solersois genannt.

## Geographie
Solers liegt 37 Kilometer südöstlich von Paris. Nachbargemeinden sind unter anderem Soignolles-en-Brie, Courquetaine und Coubert.

## Geschichte
Der Ort wird im 12. Jahrhundert erstmals urkundlich überliefert.

### Bevölkerungsentwicklung
| Jahr      | 1962 | 1968 | 1975 | 1982 | 1990 | 1999 | 2007 | 2019 |
| Einwohner | 420  | 401  | 503  | 692  | 1009 | 1243 | 1284 | 1179 |

## Sehenswürdigkeiten
- Kirche Saint-Martin-Saint-Bruno, erbaut im Mittelalter

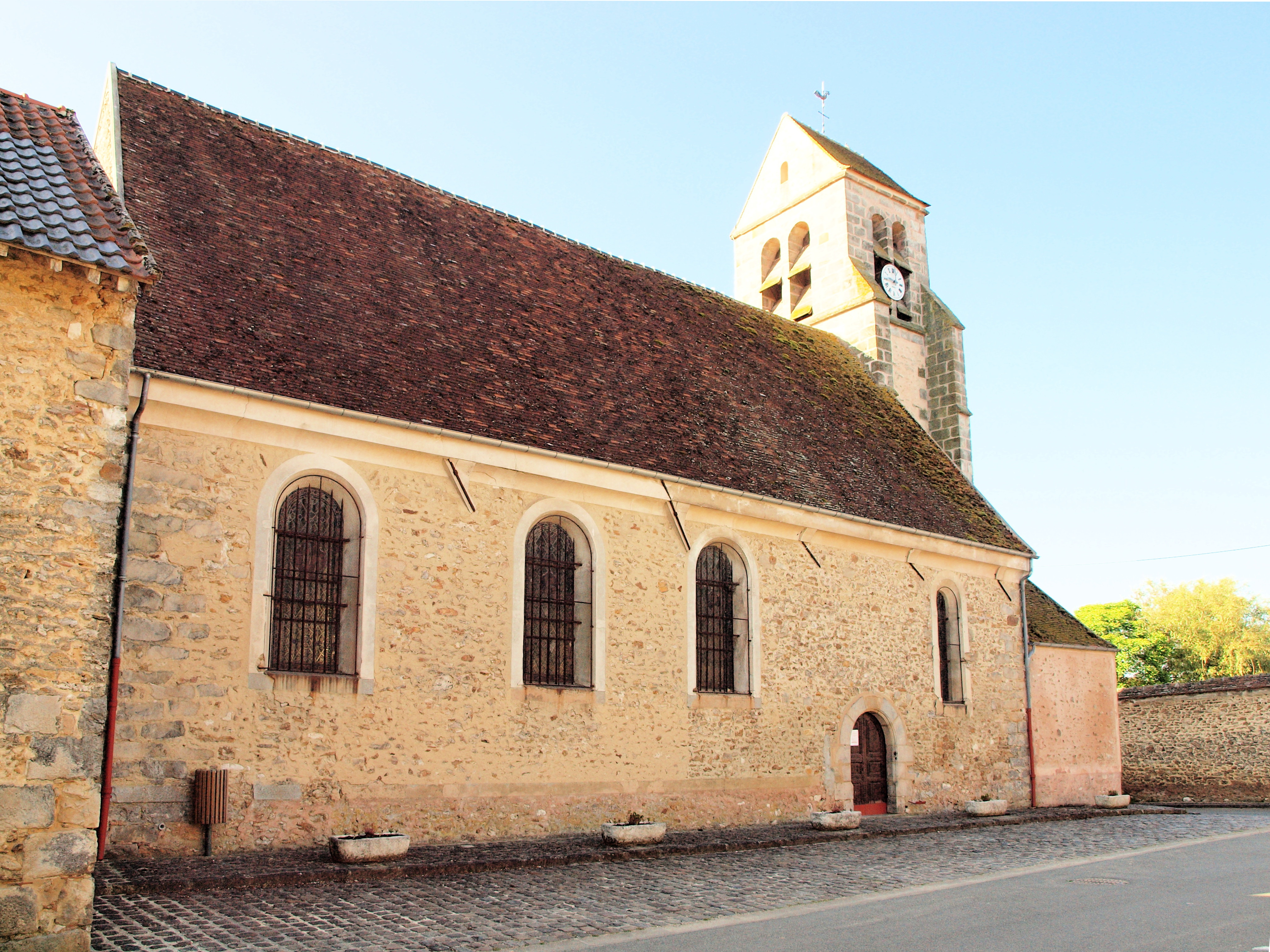
Kirche Saint-Martin-Saint-Bruno

- Deutscher Soldatenfriedhof